# Instalacja rozlewcza ARS-6
Instalacja rozlewcza samochodowa ARS-6 – radziecki zestaw chemiczny montowany na samochodzie służący do prowadzenia odkażania, dezynfekcji i dezaktywacji sprzętu wojskowego i terenu. Wykorzystywany między innymi przez pododdziały wojsk chemicznych ludowego Wojska Polskiego.

## Opis instalacji ARS-6
Instalacji ARS-6 była instalacją zamontowaną na samochodzie ZIS-5 i przeznaczoną do odkażania uzbrojenia i sprzętu bojowego oraz terenu, a także do stawiania zasłon dymnych. Obsługę instalacji stanowiły 4 osoby – dowódca instalacji, kierowca oraz dwaj odkażacze. Do odkażania sprzętu bojowego wykorzystywano roztwór odkażający nr 1, składający się z roztworu dichloroaminy w dichloroetanie.

## Skład instalacji chemicznej
W skład części specjalnej Instalacji wchodziły:
- Cysterna

Cysterna o pojemność 2500 dm³ wykonana była ze stalowej blachy; przewożono w niej płynne odkażalniki lub mieszankę dymotwórczą; dopuszczalny ciężar przewożonej cieczy wynosił 2500 kg.
- Pompa trybowa

Mechaniczna pompa trybowa uruchamiana była za pomocą napędu od silnika samochodu, przy czym był on przenoszony przez specjalną przekładnię; jej wydajność wynosiła 185 – 285 dm³ na minutę.
- Przewody cieczy

to systemu rur i zaworów umożliwiający napełnianie i opróżnianie cysterny oraz napełnianie innych naczyń z pominięciem cysterny.
- Pompa ręczna „Gerda-4”

wykorzystywana do przepompowywania cieczy w przypadku awarii pompy trybowej.
- Dodatkowe wyposażenie i części zapasowe

stanowiły je węże gumowo-tkaninowe i prądownice ze szczotkami.